# Pseudochirops archeri
Pseudochirops archeri là một loài động vật có vú trong họ Pseudocheiridae, bộ Hai răng cửa. Loài này được Collett mô tả năm 1884.

## Hình ảnh

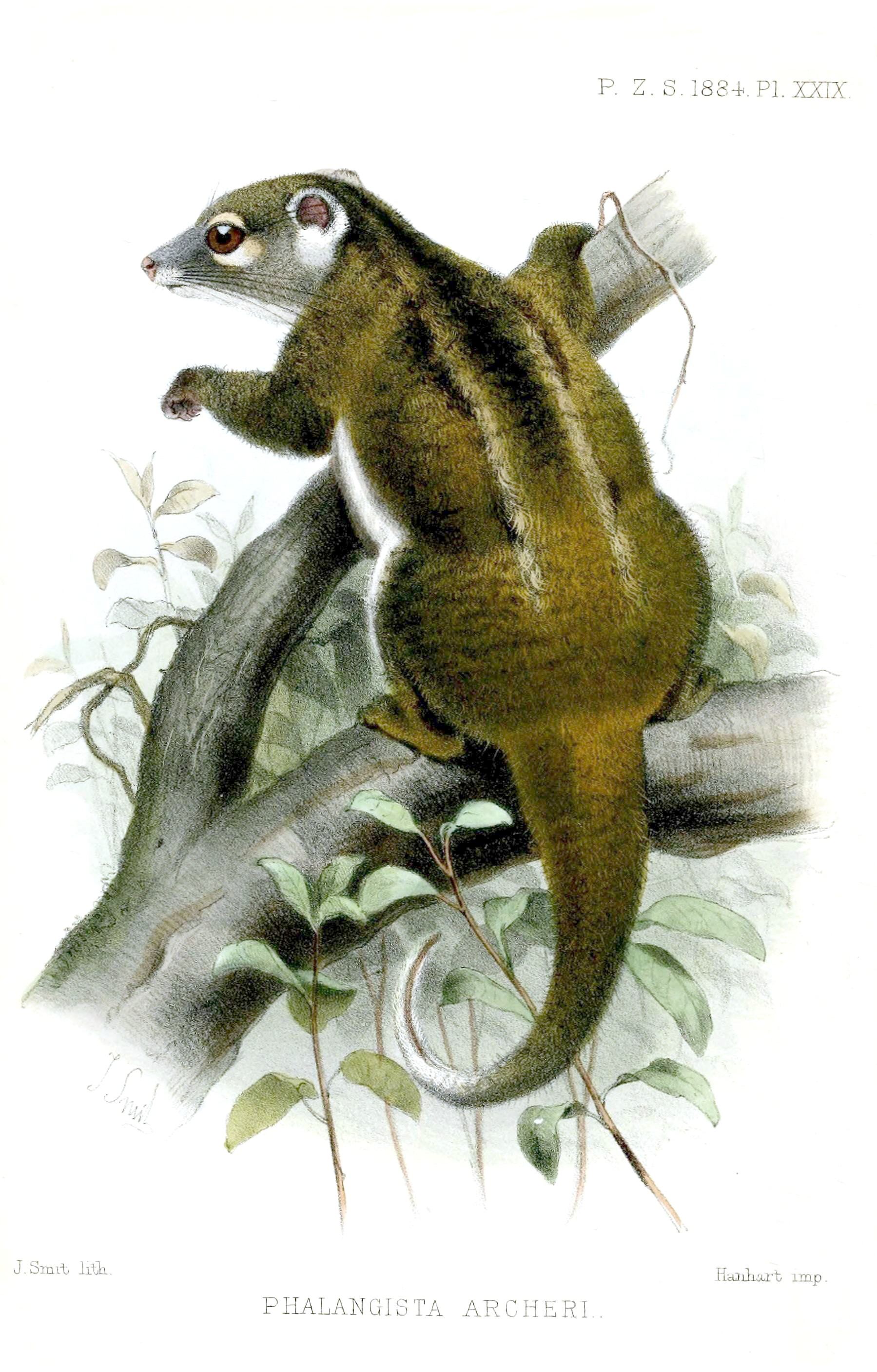